# Kurt Weitzmann
Kurt Weitzmann (* 7. März 1904 in Kleinalmerode; † 7. Juni 1993 in Princeton) war ein deutsch-amerikanischer Kunsthistoriker.

## Leben
Kurt Weitzmann, Sohn des Stadtschulrats Wilhelm Weitzmann und der Klavierlehrerin Antonie Keiper, besuchte ab 1914 das humanistische Gymnasium in Gelsenkirchen, 1923 schloss er seine schulische Ausbildung mit der Reifeprüfung ab. Im Sommer 1923 schrieb er sich zunächst für das Jurastudium an der Universität Münster ein. Im folgenden Semester wechselte er die Fachrichtung und studierte fortan Kunstgeschichte, Klassische Archäologie, Geschichte und Philosophie an der Universität Münster (Wintersemester 1923/24), der Universität Würzburg (Sommersemester 1924), der Universität Wien (Sommersemester 1925 und Wintersemester 1925/26) und der Universität Berlin (Wintersemester 1924/25, Sommersemester 1926 bis Wintersemester 1928/29). Dort gehörte er zu den Schülern von Adolph Goldschmidt, bei dem er 1930 mit der Arbeit „Die Elfenbeinkästen aus der mittelbyzantinischen Zeit“ promoviert wurde. Die Dissertation wurde als erster von zwei Bänden des Corpuswerks zu den Elfenbeinen unter dem Titel: „Die byzantinischen Elfenbeinskulpturen des X.-XIII. Jahrhunderts, Bd. 1: Kästen“ 1930 veröffentlicht. 1934 publizierten Weitzmann und Goldschmidt den zweiten Band des Corpuswerks: „Die byzantinischen Elfenbeinskulpturen des X.-XIII. Jahrhunderts, Bd. 2: Reliefs“.
1930 bis 1934 war Weitzmann Angestellter des Archäologischen Instituts des Deutschen Reiches und Redakteur des Jahrbuchs des Instituts. 1930/31 erhielt das Reisestipendium des Archäologischen Instituts des Deutschen Reiches für Christliche Archäologie, wodurch ihm ein einjähriger Aufenthalt im östlichen Mittelmeerraum ermöglicht wurde. So untersuchte er u. a. in Russland und auf dem Berg Athos nach byzantinischen Manuskripten. Am 8. Februar 1935 folgte er der Einladung zu einem einjährigen Aufenthalt in Princeton, 1935 bis 1972 war er Mitglied des Institute for Advanced Study in Princeton. Ende 1935 emigrierte er nach Amerika und arbeitete ab 1945 neben seiner Mitgliedschaft im Institute for Advanced Study an der Princeton University, an der er von 1950 bis 1972 Professor für Kunstgeschichte war. 1962 war er Gastprofessor an der Universität Bonn. Von 1956 bis 1965 unternahm er Expeditionen zur Untersuchung der Kunstschätze des Katharinenklosters am Sinai. 1973 war er als consulting Curator für die Ausstellung Age of Spirituality des Metropolitan Museum of Art in New York tätig. 
Weitzmann war seit 1932 verheiratet mit der Kunsthistorikerin Josepha Fiedler.

## Ehrungen
1965 wurde er zum korrespondierenden Mitglied der Göttinger Akademie der Wissenschaften gewählt. 1964 wurde er in die American Philosophical Society und 1978 in die American Academy of Arts and Sciences aufgenommen. Seit 1965 war er korrespondierendes Mitglied der British Academy und seit 1970 der Heidelberger Akademie der Wissenschaften.

## Schriften (Auswahl)
Siehe Bibliografie Kurt Weitzmann
- Die armenische Buchmalerei des 10. und beginnenden 11. Jahrhunderts. (= Istanbuler Forschungen 4). Reindl, Bamberg 1933.
- Frühe Ikonen: Sinai, Griechenland, Bulgarien, Jugoslawien. Wien-München 1967.
- Illustrations in roll and codex. 2. Auflage. Princeton University Press, Princeton 1970.
- Illustrated Manuscripts at St. Catherine’s Monastery on Mount Sinai. Collegeville, Minn. 1973.
- The Monastery of Saint Catherine at Mount Sinai. The Icons, Vol. 1: From the Sixth to the Tenth Century. Princeton 1976.
- Spätantike und frühchristliche Buchmalerei. München 1977.
- The Icon. Holy Images - Sixth to Fourteenth Century. New York-London 1978.
- Adolph Goldschmidt und die Berliner Kunstgeschichte. Berlin 1985.
- Sailing with Byzantium from Europe to America. The Memoirs of an Art Historian. Editio Maris, München 1994.